# Rafe de Crespigny
Rafe de Crespigny (nom complet: Richard Rafe Champion de Crespigny, nascut el 1936) és un professor adjunt retirat del Centre de la Xina i Corea i la Universitat Nacional Australiana a Canberra, Austràlia. Es va especialitzar en història, geografia i literatura xinesa del període de la Dinastia Han. Ha estat reconegut internacionalment com un dels pioners en la traducció i la historiografia de material històric relatiu al període dels Tres Regnes de la història xinesa.
De Crespigny va estudiar història a la Universitat de Cambridge i xinès, estudis orientals i història de l'Orient Extrem a la Universitat Nacional Australiana.
Durant els seus primers anys com a estudiós i acadèmic, va treballar amb sinòlegs tals com Hans Bielenstein, Patrick Fitzgerald, Hsü Cho-yün i Miyazaki Ichisada i va desenvolupar un interès en el Han tardà a través de la novel·la clàssica xinesa del Romanç dels Tres Regnes. El 1964 va publicart la seva tesi doctoral The Development of the Chinese Empire in the South; a discussion of the origins of the state of Wu of the Three Kingdoms (El Desenvolupament de l'Imperi Xinès al Sud, una discussió sobre els orígens de l'estat de Wu dels Tres Regnes), que va servir de base per a gran part de la seva obra posterior. La seva monografia més coneguda va ser Generals of the South: the Foundation and Early History of the Three Kingdoms State of Wu.

## Publicacions destacades
Algunes de les altres publicacions de De Crespigny inclouen China: The Land and its People (1971); China This Century (1975), ambdues discussions sobre la història moderna de la Xina. Les seves obres més significatives són les relatives a la política de la darreria de la dinastia Han. Entre aquestes es troben Northern Frontier: The Policies and Strategy of the Later Han Empire (1984); i, To Establish Peace (1996), una traducció parcial a l'anglès del Zizhi Tongjian de Sima Guang. També ha escrit articles a revistes com Papers on Far Eastern History i Journal of the Oriental Society of Australia.